# 國立陽明交通大學交大校區圖書館
國立陽明交通大學交大校區圖書館，為國立陽明交通大學圖書館系統中位於原國立交通大學所屬校區（光復校區、北門校區、六家校區、台南分部）的各圖書館總稱，成立於1958年，總館目前設於臺灣新竹市東區光復校區的浩然圖書資源中心。

## 概述

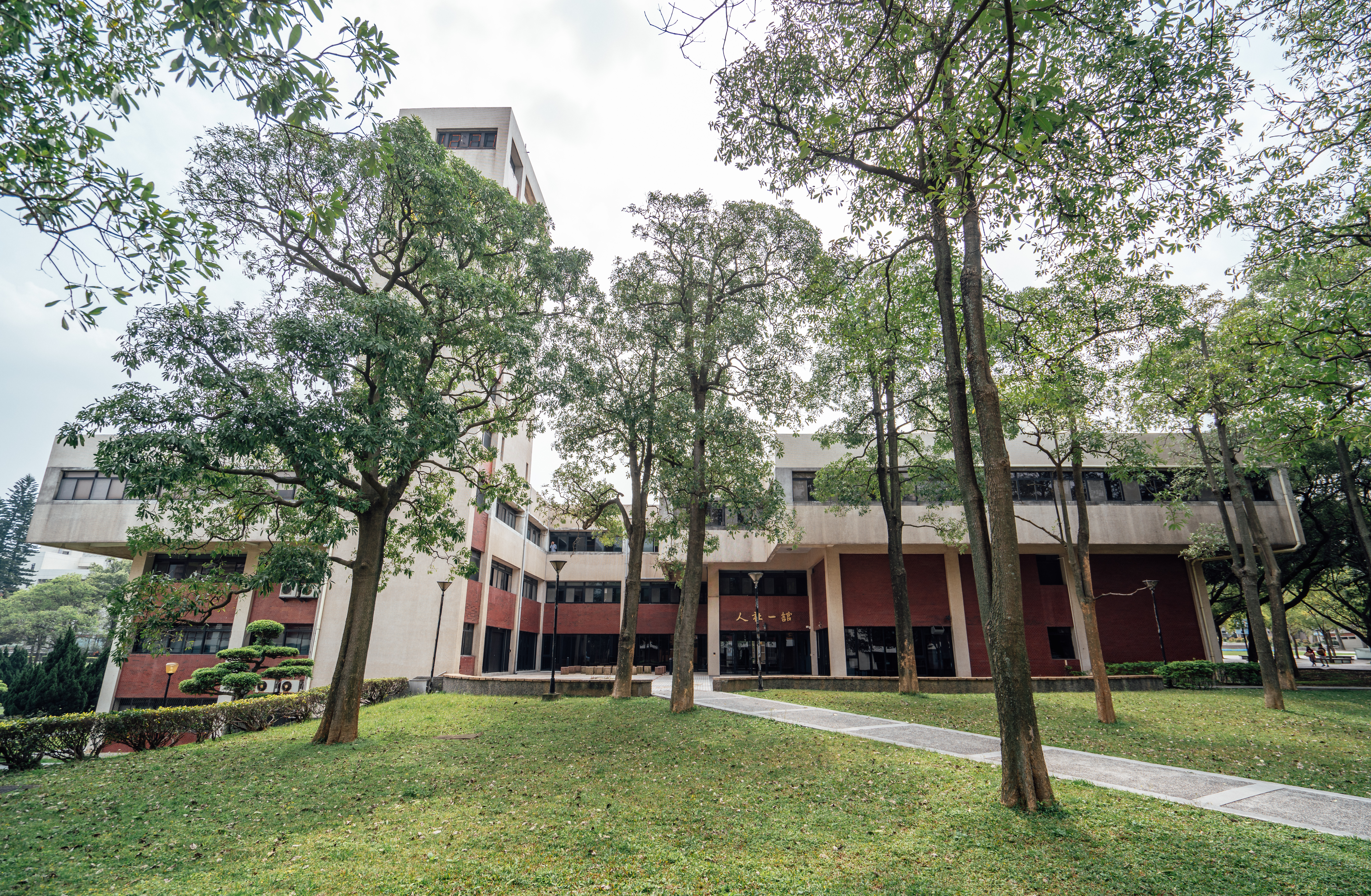
人社一館

- 1958年，國立交通大學在台復校（設立電子研究所），於博愛校區設立圖書室。
- 1967年，工學院在台復院，圖書室改制為國立交通大學工學院圖書館。
- 1970年，遷入新建之館舍（現博愛校區生科實驗一館），舊圖書館改作學生活動中心（現博愛校區活動中心）。
- 1979年，教育部奉准交通大學工學院恢復「大學」名義，分設理、工、管理三學院，圖書館更名為國立交通大學圖書館。
- 1981年，圖書館隨校務及教學單位遷入光復校區，原位於博愛校區之圖書館（現生科實驗一館）改為分館。
- 1998年，浩然圖書資訊中心落成啟用，圖書館總館遷入，原館後改為今人社一館。
- 2002年，臺聯大系統四校圖書館館際合作方案，讓學生可以共享四校的圖書和多媒體資源。
- 2021年，茲因國立陽明大學和國立交通大學合併為國立陽明交通大學，更名為國立陽明交通大學圖書館交大校區圖書館，國立陽明大學圖書館則改為該館陽明校區圖書館。[4]

## 建築

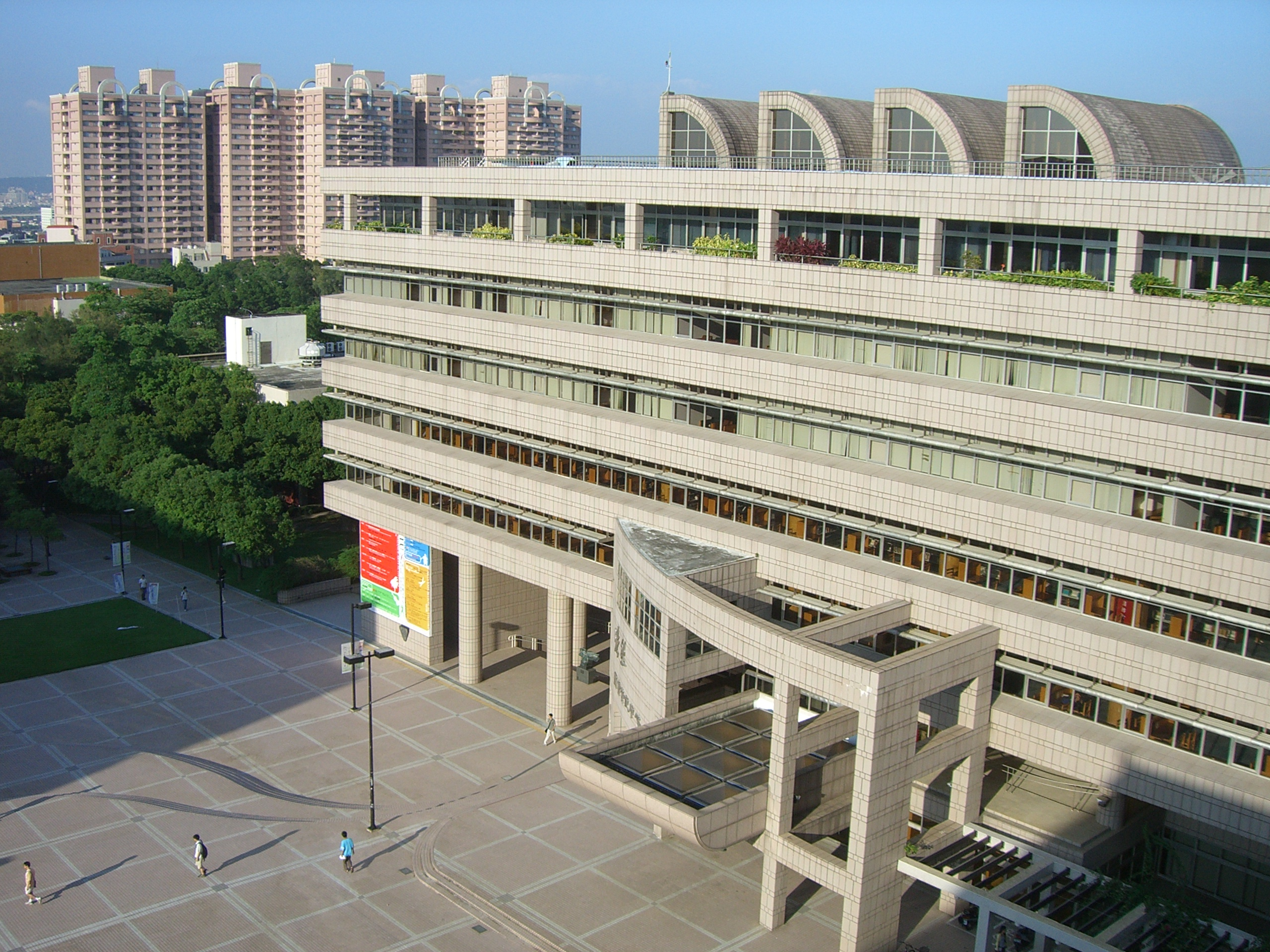
浩然圖書資訊中心

浩然圖書資訊中心為交大校友殷之浩於1993年以大陸工程名義所捐贈並由該公司承包興建，1996年完工，1998年開放使用。
浩然圖書資訊中心也是臺灣館藏量豐富的大學圖書館之一，除了中西文書籍外，也有期刊、視聽資料等，吸引學生、周遭居民前往閱覽。截至2011年1月為止，圖書館內共有中英文圖書74萬冊、中英文電子書冊52萬冊、中英文期刊合訂本16萬冊、中英文視聽資料6萬片、中英文微縮片100萬片，總計近250萬的總館藏量。
圖書館地下二樓設有藝文空間、24小時自修室、餐飲空間和演藝廳等。

## 歷任館長
| 任別 | 名字   | 任期                        |
| ---- | ------ | --------------------------- |
| 1    | 徐先誼 | 1962年8月－1969年7月        |
| 2    | 許祿寶 | 1969年8月－1972年7月        |
| 3    | 林樹   | 1972年8月－1988年7月        |
| 4    | 丁崑健 | 1988年8月－1995年7月        |
| 5    | 張瑞川 | 1995年8月－199年7月         |
| 6    | 楊維邦 | 1998年8月－2004年7月        |
| 7    | 孫春在 | 2004年8月－2006年1月        |
| 8    | 劉美君 | 2006年2月－2008年8月11日    |
| 代理 | 許和鈞 | 2008年8月12日－2008年9月9日 |
| 代理 | 柯皓仁 | 2008年9月10日－2009年1月    |
| 9    | 楊永良 | 2009年2月－2013年7月        |
| 10   | 袁賢銘 | 2013年8月－2021年1月        |
| 11   | 黃明居 | 2021年1月－                 |

## 樓層介紹
| 八樓     | 校長室、副校長室、秘書室、臺灣聯合大學系統辦公室 教務長/學務長/總務長/研發長室、校友聯絡中心、對外事務組 策略發展辦公室、高教深耕計畫辦公室 國際事務處、研究發展處、產學運籌中心、貴重儀器中心 |  |
| 七樓     | 中日文期刊合訂本、IEEE會議論文集 研究小間（701-724）、安靜讀書區 |  |
| 六樓     | 閱讀區、共享空間、研究小間（602-624） 竹風文庫 |  |
| 五樓     | 討論室（509） 西文圖書、大本書庫、罕用書庫 |  |
| 四樓     | 中文圖書、博碩士論文、參考書區、教師著作 專人服務影印室 |  |
| 三樓     | 現期期刊、研討室 語言教學與研究中心附設自習中心、浩然原稿特藏室、資訊埕 |  |
| 二樓     | 大廳入口、綜合服務櫃台、置物櫃 主題書展示、視聽資料區、討論室（227-229）、多元學習空間 閱報區、漫畫區、3D印表機 友聲雜誌社                                                                     |  |
| 一樓     | 數位圖書資訊辦公室、中控室、哺集乳室 館長室、副館長室、行政辦公室、圖書館辦公室 |  |
| 地下一樓 | 楊英風藝術研究中心、殷之浩先生紀念空間 24小時自習室、國際會議廳 咖啡屋、藝文空間、交大校友會、思源基金會                                                                                       |  |

## 特色
館方特別選出了圖書館八景：長廊映翠、眾柱擎天、十方羅璧、浩然照夜、藝海掇英、秦俑煥采、小園呈秀、雙鵬展翅，皆能展現出陽明交大圖書館與其他大學圖書館不同之處。

## 外部連結
- 國立陽明交通大學圖書館交通館 （页面存档备份，存于）